# Christophe, etc.
Albums de Christophe
Les Vestiges du chaos
(2016) Christophe, Etc. Vol. 2
(2019)
Christophe, Etc. est le seizième album studio de Christophe, sorti le 17 mai 2019. 
Il est composé de chansons de l'artiste interprétées en duo avec d'autres artistes de différentes générations.
Le Vol. 2 de cet album paraît le 13 décembre la même année ; c'est le dernier album du chanteur.

## Liste des pistes
| No  | Titre                                   | Durée |
| --- | --------------------------------------- | ----- |
| 1.  | Succès fou (avec Nusky & Vaati)         | 3:44  |
| 2.  | Petite fille du soleil (avec Camille)   | 4:07  |
| 3.  | Señorita (avec Sébastien Tellier)       | 3:19  |
| 4.  | Le Petit Gars (avec Étienne Daho)       | 3:25  |
| 5.  | La Man (avec Yasmine Hamdan)            | 5:11  |
| 6.  | Les Mots bleus (avec Son Lux)           | 4:35  |
| 7.  | J'l'ai pas touchée (avec Chrysta Bell)  | 4:02  |
| 8.  | Parfum d'histoires (avec Eddy Mitchell) | 3:53  |
| 9.  | Un peu menteur (avec Raphaël)           | 4:24  |
| 10. | Coeur défiguré (avec Panik LTDC)        | 3:22  |